# هاري مارشال (لاعب كرة قدم)
هاري مارشال (بالإنجليزية: Harry Marshall)‏ (24 نوفمبر 1872 - 16 سبتمبر 1936) هو مدرب كرة قدم ولاعب كرة قدم بريطاني (وحمل سابقاً جنسية المملكة المتحدة لبريطانيا العظمى وأيرلندا) في مركز قلب الدفاع. لعب مع بلاكبيرن روفرز ونادي سلتيك.

## وصلات خارجية
- هاري مارشال على موقع الاتحاد الإسكتلندي (الإنجليزية)
- هاري مارشال على موقع قاعدة بيانات كرة القدم.إي يو (الإنجليزية)